# 앤더슨 프랑코
앤더슨 다니엘 프랑코(Enderson Daniel Franco, 1992년 12월 29일 ~ )는 베네수엘라의 야구 선수이자, 현 중화 직업봉구 대연맹 푸방 가디언스의 투수이다.

## 미국 프로야구 시절
2019년에 샌프란시스코 자이언츠에 입단하였다.

## 한국 프로야구 시절

### 롯데 자이언츠시절
2021년에 애드리안 샘슨을 대체할 외국인 투수로 영입되었다.

## 멕시코 프로야구 시절
2022년에 헤네랄레스 데 두랑고에 입단하였다.

## 대만 프로야구 시절
2022년에 푸방 가디언스에 입단하였다.